# Grand Prix Formule 1 van Canada 1968
De Grand Prix Formule 1 van Canada 1968 werd gehouden op 22 september op het Circuit Mont-Tremblant in Mont-Tremblant (Quebec). Het was de tiende race van het seizoen.

## Uitslag
| Pos. | Nr. | Coureur              | Constructeur  | Rondes | Tijd / Oorzaak uitval | Grid | Punten |
| ---- | --- | -------------------- | ------------- | ------ | --------------------- | ---- | ------ |
| 1    | 1   | Denny Hulme          | McLaren-Ford  | 90     | 2:27:11.2             | 6    | 9      |
| 2    | 2   | Bruce McLaren        | McLaren-Ford  | 89     | + 1 Ronde             | 8    | 6      |
| 3    | 16  | Pedro Rodriguez      | BRM           | 88     | + 2 Rondes            | 12   | 4      |
| 4    | 3   | Graham Hill          | Lotus-Ford    | 86     | + 4 Rondes            | 5    | 3      |
| 5    | 21  | Vic Elford           | Cooper-BRM    | 86     | + 4 Rondes            | 16   | 2      |
| 6    | 14  | Jackie Stewart       | Matra-Ford    | 83     | + 7 Rondes            | 11   | 1      |
| NF   | 18  | Jean-Pierre Beltoise | Matra         | 77     | Versnellingsbak       | 15   |        |
| NF   | 9   | Chris Amon           | Ferrari       | 72     | Transmissie           | 2    |        |
| NF   | 15  | Johnny Servoz-Gavin  | Matra-Ford    | 71     | Ongeluk               | 13   |        |
| NC   | 20  | Lucien Bianchi       | Cooper-BRM    | 56     | Niet geklasseerd      | 18   |        |
| NF   | 19  | Henri Pescarolo      | Matra         | 54     | Oliedruk              | 19   |        |
| NF   | 6   | Jochen Rindt         | Brabham-Repco | 39     | Motor                 | 1    |        |
| NF   | 4   | Jackie Oliver        | Lotus-Ford    | 32     | Aandrijving           | 9    |        |
| NF   | 5   | Jack Brabham         | Brabham-Repco | 31     | Ophanging             | 10   |        |
| NF   | 12  | Jo Siffert           | Lotus-Ford    | 29     | Olielek               | 3    |        |
| NF   | 11  | Dan Gurney           | McLaren-Ford  | 29     | Radiator              | 4    |        |
| NF   | 24  | Piers Courage        | BRM           | 22     | Versnellingsbak       | 14   |        |
| NF   | 27  | Bill Brack           | Lotus-Ford    | 18     | Aandrijving           | 20   |        |
| NF   | 8   | John Surtees         | Honda         | 10     | Versnellingsbak       | 7    |        |
| NF   | 22  | Jo Bonnier           | McLaren-BRM   | 0      | Benzinesysteem        | 17   |        |
| NS   | 10  | Jacky Ickx           | Ferrari       |        | Ongeluk               |      |        |
| NS   | 25  | Al Pease             | Eagle-Climax  |        | Motor                 |      |        |

## Noot
- Dit was het debuut van de Canadese coureur Bill Brack en de Franse coureur Henri Pescarolo.

1967 · 1968 · 1969 · 1970 · 1971 · 1972 · 1973 · 1974 · 1976 · 1977 · 1978 · 1979 · 1980 · 1981 · 1982 · 1983 · 1984 · 1985 · 1986 · 1988 · 1989 · 1990 · 1991 · 1992 · 1993 · 1994 · 1995 · 1996 · 1997 · 1998 · 1999 · 2000 · 2001 · 2002 · 2003 · 2004 · 2005 · 2006 · 2007 · 2008 · 2010 · 2011 · 2012 · 2013 · 2014 · 2015 · 2016 · 2017 · 2018 · 2019 · 2022 · 2023 · 2024 · 2025 · 2026 · 2027 · 2028 · 2029